# DFB-Pokal der Frauen 2009-2010
La DFB-Pokal der Frauen 2009-2010 è stata la 30ª edizione della Coppa di Germania, organizzata dalla federazione calcistica della Germania (Deutscher Fußball-Bund - DFB) e riservata alle squadre femminili che partecipano ai campionati di primo e secondo livello, oltre a una selezione di squadre provenienti dalla Regionalliga a completamento organico, per un totale di 57 società.
La finale si è svolta al RheinEnergieStadion di Colonia, per la prima volta nella storia del torneo, il 15 maggio 2010, ed è stata vinta dal 2001 Duisburg per la terza volta, oltre che la seconda consecutiva, nella sua storia sportiva, superando le avversarie dello Jena, alla sua prima finale di Coppa, per 1-0 con rete decisiva di Annike Krahn.

## Secondo turno
Il sorteggio si è tenuto il 21 settembre 2009 presso la sede centrale della DFB a Francoforte, con estrazione eseguita dall'ex calciatrice della nazionale tedesca Doris Fitschen. Oltre alle vincitrici del primo turno, entrano nella competizione le migliori squadre della passata stagione della Bundesliga, che hanno superato il primo turno. Gli incontri vennero disputati il 14 e 15 ottobre 2009.
L'unica sorpresa è arrivata dall'Holstein Kiel, squadra di 2. Frauen-Bundesliga, che ha superato il TeBe Berlino, club di Bundesliga, ai tiri di rigore grazie alla capacità del portiere del Kiel Victoria Bendt nel parare due tiri dal dischetto delle avversarie. Nel derby di Monaco di Baviera, il club di seconda divisione Wacker München dopo essere passato in vantaggio per 1-0 ha dovuto poi arrendersi al Bayern Monaco per 2-1. La migliore calciatrice del secondo turno è stata Inka Grings del 2001 Duisburg, che ha segnato quattro reti nella vittoria per 9-0 contro l'Herforder.
| Squadra 1        | Risultato | Squadra 2           |
| ---------------- | --------- | ------------------- |
| Friburgo         | 2 - 0     | Saarbrücken         |
| Magdeburger FFC  | 1 - 4     | SG Essen-Schönebeck |
| Sand             | 0 - 5     | Jena                |
| Turbine Potsdam  | 7 - 0     | FFC Oldesloe        |
| Lütgendortmund   | 1 - 2     | Lokomotive Lipsia   |
| Hohen Neuendorf  | 1 - 4     | Werder Brema        |
| Hoffenheim       | 0 - 1     | Sindelfingen        |
| Crailsheim       | 2 - 5     | Colonia             |
| 2001 Duisburg    | 9 - 0     | Herforder           |
| Bayern Monaco    | 2 - 1     | Wacker München      |
| Wattenscheid 09  | 2 - 1     | Hagsfeld            |
| Mellendorfer     | 0 - 5     | Gütersloh           |
| Wolfsburg        | 3 - 0     | Amburgo             |
| Bayer Leverkusen | 7 - 0     | Woerrstadt          |
| Holstein Kiel    | 4 - 3     | TeBe Berlino        |
| Bad Neuenahr     | 0 - 4     | 1. FFC Francoforte  |

## Ottavi di finale
Il sorteggio si è tenuto il 21 ottobre 2009 a Colonia eseguito dal calciatore della nazionale tedesca Lukas Podolski. Gli incontri vennero disputati il 14 e 15 novembre 2009. Tutte le squadre favorite nel passaggio del turno sono riuscite a vincere il proprio incontro tranne il Bayern Monaco, sconfitto in casa per 3-1 dalle avversarie del Wolfsburg 1-3 con tripletta di Martina Müller. La partita con maggior afflusso di pubblico fu Bayer Leverkusen contro 2001 Duisburg, con la prima, squadra di seconda divisione, sconfitta con il risultato di 2-0 davanti ai circa 3 000 spettatori del BayArena.
| Squadra 1           | Risultato | Squadra 2         |
| ------------------- | --------- | ----------------- |
| Jena                | 1 - 0     | Sindelfingen      |
| 1. FFC Francoforte  | 6 - 0     | Friburgo          |
| SG Essen-Schönebeck | 4 - 0     | Lokomotive Lipsia |
| Werder Brema        | 1 - 5     | Gütersloh         |
| Bayern Monaco       | 1 - 3     | Wolfsburg         |
| Wattenscheid 09     | 0 - 4     | Colonia           |
| Turbine Potsdam     | 7 - 0     | Holstein Kiel     |
| Bayer Leverkusen    | 0 - 2     | 2001 Duisburg     |

## Quarti di finale
Il sorteggio si è tenuto il 21 novembre 2009 dopo il termine dell'incontro della 9ª giornata di Frauen-Bundesliga tra 2001 Duisburg e Saarbrücken, terminata 1-1, dal conduttore televisivo Shary Reeves. Gli incontri, inizialmente previsti in turno unico per il 19 e 20 dicembre 2009, a causa delle avverse condizioni climatiche vennero spostati al 7 febbraio del 2010 per Colonia vs 2001 Duisburg e SG Essen-Schönebeck vs Gütersloh.
| Squadra 1           | Risultato | Squadra 2          |
| ------------------- | --------- | ------------------ |
| Turbine Potsdam     | 3 - 0     | 1. FFC Francoforte |
| Wolfsburg           | 1 - 2     | Jena               |
| Colonia             | 0 - 4     | 2001 Duisburg      |
| SG Essen-Schönebeck | 1 - 0     | Gütersloh          |

## Semifinali
Il sorteggio si è tenuto il 10 febbraio 2010 mentre gli incontri vennero disputati il successivo 3 aprile.
| Squadra 1     | Risultato | Squadra 2           |
| ------------- | --------- | ------------------- |
| 2001 Duisburg | 1 - 0     | Turbine Potsdam     |
| Jena          | 3 - 0     | SG Essen-Schönebeck |

## Finale
| Arbitro: | Riem Hussein (Bad Harzburg) |

|           |           |  |
| Krahn 51’ | Marcatori |  |